# Nora Szász

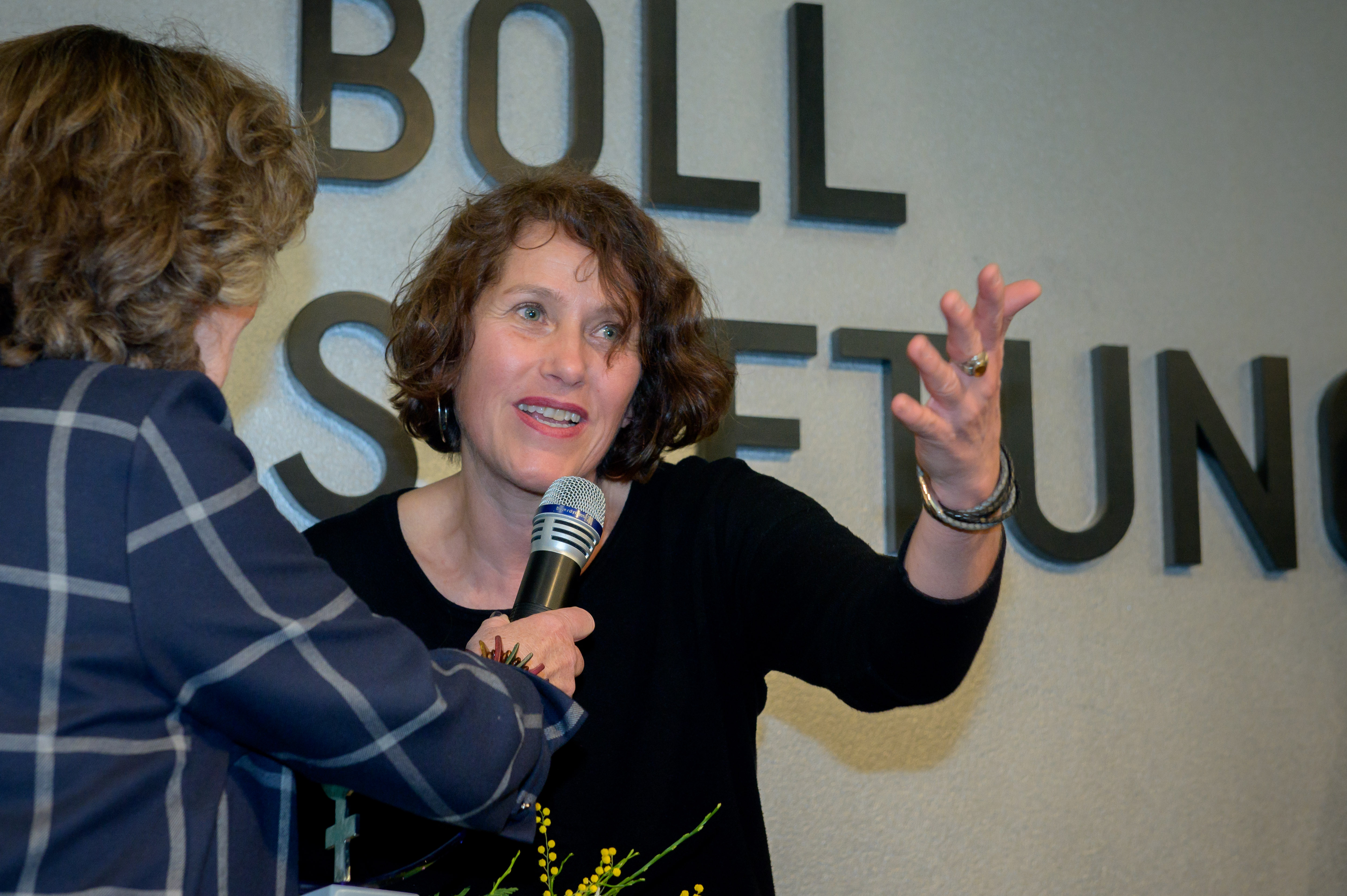
Nora Szász (2019)

Nora Maria Szász (geboren 1962) ist eine deutsche Gynäkologin. Überregionale Bekanntheit erlangte die in Kassel praktizierende Gynäkologin, da sie wegen Werbung für den Abbruch der Schwangerschaft (§ 219a StGB) angeklagt wurde.

## Leben und Wirken
Nora Szász wuchs gemeinsam mit vier Geschwistern in einer nordhessischen Kleinstadt auf. Ihre Mutter ist eine Sudetendeutsche, die als Krankenschwester berufstätig war. Ihr Vater stammt aus Ungarn, von wo er im Zuge des Ungarischen Volksaufstandes 1956 geflüchtet war. Ihre Kindheit und Jugend beschreibt Nora Szász als unbeschwert, diskussionsfreudig, politisch interessiert und mit großer Aufmerksamkeit für Bildung der Kinder, die von den Eltern stark gefördert wurde.
Bereits als 16-Jährige gehörte Szász zu den Gründungsmitgliedern der Demokratischen Fraueninitiative in Kassel. Nach dem Abitur absolvierte sie eine Hebammenausbildung und war Mitgründerin des heutigen Bundesrats werdender Hebammen (WeHe) und des Geburtshausvereins Berlin-Charlottenburg. Ab 1983 war sie mehrere Jahre freiberuflich als Hebamme tätig.
Von 1984 bis 1992 studierte Szász an der Freien Universität Berlin Humanmedizin. 1985 gründete sie die Frauengruppe Medizin. Zudem trat sie gegen sexuelle Übergriffe eines Professors der Gynäkologie ein, was ihr eine Verleumdungsklage einbrachte, die vor dem Amtsgericht Moabit 1986 in einem Freispruch für Nora Szász endete. Zwischen 1994 und 2005 absolvierte sie in Berlin und Kassel ihre Ausbildung zur Fachärztin für Frauenheilkunde und Geburtshilfe. Ab 2005 war Szász fünf Jahre in einem medizinischen Versorgungszentrum in Kassel tätig.
Seit 2012 praktiziert sie in einer Gemeinschaftspraxis mit Natascha Nicklaus als niedergelassene Ärztin.

## Juristische Auseinandersetzung
Im Jahr 2017 wurde Szász von Yannic Hendricks und Klaus Günter Annen wegen Werbung für den Abbruch der Schwangerschaft angezeigt und ein Ermittlungsverfahren gegen sie eingeleitet. Das Verfahren war während der Reform des Strafrechtsparagrafen vorübergehend ausgesetzt. Für die Reform wurde Szász zu einer Anhörung als Expertin vor den Rechtsausschuss des Deutschen Bundestages geladen. Die Reform des § 219a Strafgesetzbuch trat im März 2019 in kraft. Szász erklärte, dass sie auf die Einstellung des Verfahrens warte, jedoch auch entschlossen sei, alle Rechtsmittel auszunutzen.
Szász kritisierte die Reform des § 219a als „Mogelpaket“ und Verschärfung der Strafvorschrift.
Im Februar 2021 stellte sie gegen Klaus Günter Annen, den Betreiber der Webseiten babykaust.de und abtreiber.com, bei der Staatsanwaltschaft Kassel einen Strafantrag wegen Beleidigung und Volksverhetzung, woraufhin ein Ermittlungsverfahren eingeleitet und an die Staatsanwaltschaft Mannheim übergeben wurde und Annen im Februar 2022 vom Amtsgericht Weinheim wegen Beleidigung zu einer Geldstrafe verurteilt wurde.

## Auszeichnungen

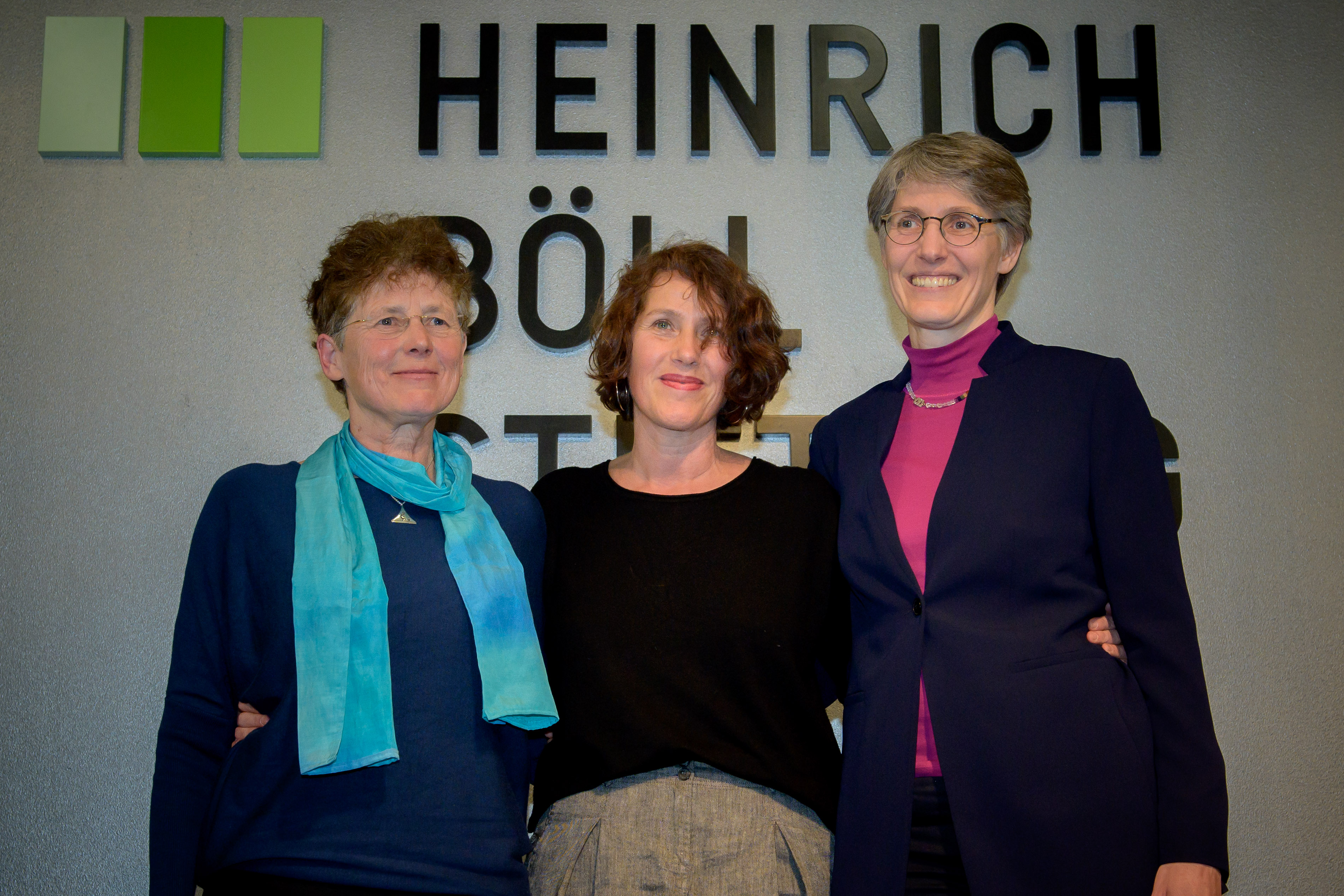
Preisverleihung des Anne-Klein-Frauenpreises (2019)

2019 Anne-Klein-Frauenpreis der Heinrich-Böll-Stiftung, gemeinsam mit den Ärztinnen Natascha Nicklaus und Kristina Hänel.

## Ehrenamtliches Engagement
Nora Szász engagiert sich im Arbeitskreis Frauengesundheit in Medizin, Psychotherapie und Gesellschaft (AKF), in der Gesundheitsaufklärung zu weiblicher Genitalbeschneidung und in der Humanitären Sprechstunde für nicht krankenversicherte Menschen in Kassel.

## Publikationen
Nora Szász ist Mitautorin am ersten nur von Hebammen verfassten Lehrbuch Hebammenkunde (De Gruyter, 1995) und des Ratgebers Hebammen-Gesundheitswissen (Gräfe und Unzer, 2012).